# Rudo
Rudo (sérvio cirílico: Рудо) é uma cidade da Bósnia e Herzegovina perto da fronteira com a Sérvia. É mencionada numa história de Ivo Andric.

## Demografia

### 1971
- Sérvios - 10.155 (63,54%)
- Muçulmanos - 5.532 (34,61%)
- Croatas - 18 (0,11%)
- Jugoslavos - 80 (0,50%)
- outros - 197 (1,24%)

### 1991
A população do município de Rudo era de 11572 habitantes, incluindo:
- 8,191 Sérvios (70.78%)
- 3,142 Bósnios (27.15%)
- 93 Jugoslavos
- 5 Croatas
- 141 outros

A cidade de Rudo tinha, em 1991, uma população de 3109 habitantes, incluindo:
- 2,103 Sérvios (68%)
- 869 Bósnios (28%)
- 66 Jugoslavos
- 3 Croatas
- 68 outros

## Personalidades
Sokollu Mehmet Paşa nasceu nesta cidade.